# Neoitamus senectus
Neoitamus senectus là một loài ruồi trong họ Asilidae. Neoitamus senectus được Richter miêu tả năm 1963.